# Quân Hà
Quân Hà là một xã thuộc huyện Bạch Thông, tỉnh Bắc Kạn, Việt Nam.
Tên của xã được ghép từ tên của hai xã cũ là Quân Bình và Hà Vị.

## Địa lý
Xã Quân Hà nằm ở trung tâm huyện Bạch Thông, có vị trí địa lý:
- Phía đông giáp xã Nguyên Phúc
- Phía tây giáp xã Đôn Phong
- Phía nam giáp thành phố Bắc Kạn và xã Cẩm Giàng
- Phía bắc giáp xã Lục Bình và xã Tân Tú.

Xã Quân Hà có diện tích 20,13 km², dân số năm 2019 là 3.843 người, mật độ dân số đạt 191 người/km².
Suối Lục Bình hợp lưu với suối Vị Hương ở xã Quân Hà để tạo thành sông Cẩm Giàng.

## Lịch sử
Địa bàn xã Quân Hà hiện nay trước đây vốn là hai xã Quân Bình và Hà Vị thuộc huyện Bạch Thông.
Xã Quân Bình được đổi tên từ xã Đức Xuân và xã Hà Vị được đổi tên từ xã Dân Chủ vào ngày 12 tháng 5 năm 1964 theo Quyết định số 150-NV của Bộ Nội vụ.
Trước khi sáp nhập, xã Quân Bình có diện tích 7,62 km², dân số là 2.000 người, mật độ dân số đạt 262 người/km², có 7 thôn, bản: Lùng Coóc, Thôm Mò, Thái Bính, Nà Búng, Nà Lẹng, Nà Pò, Nà Liềng. Xã Hà Vị có diện tích 12,51 km², dân số là 1.843 người, mật độ dân số đạt 147 người/km², có 9 thôn, bản: Khuổi Thiêu, Cốc Xả, Khau Mạ, Nà Phả, Nà Cà, Lủng Kén, Nà Ngang, Thôm Pá, Pá Yếu.
Ngày 10 tháng 1 năm 2020, Ủy ban Thường vụ Quốc hội ban hành Nghị quyết số 855/NQ-UBTVQH14 về việc sắp xếp các đơn vị hành chính cấp xã thuộc tỉnh Bắc Kạn (nghị quyết có hiệu lực từ ngày 1 tháng 2 năm 2020). Theo đó, sáp nhập toàn bộ diện tích và dân số của hai xã Quân Bình và Hà Vị thành xã Quân Hà.